# Milospium graphideorum
Milospium graphideorum är en svampart som först beskrevs av William Nylander och fick sitt nu gällande namn av David Leslie Hawksworth 1975. 
Milospium graphideorum ingår i släktet Milospium, divisionen sporsäcksvampar och riket svampar.  Arten är reproducerande i Sverige. Inga underarter finns listade i Catalogue of Life.